# Дібольд Шиллінг Молодший

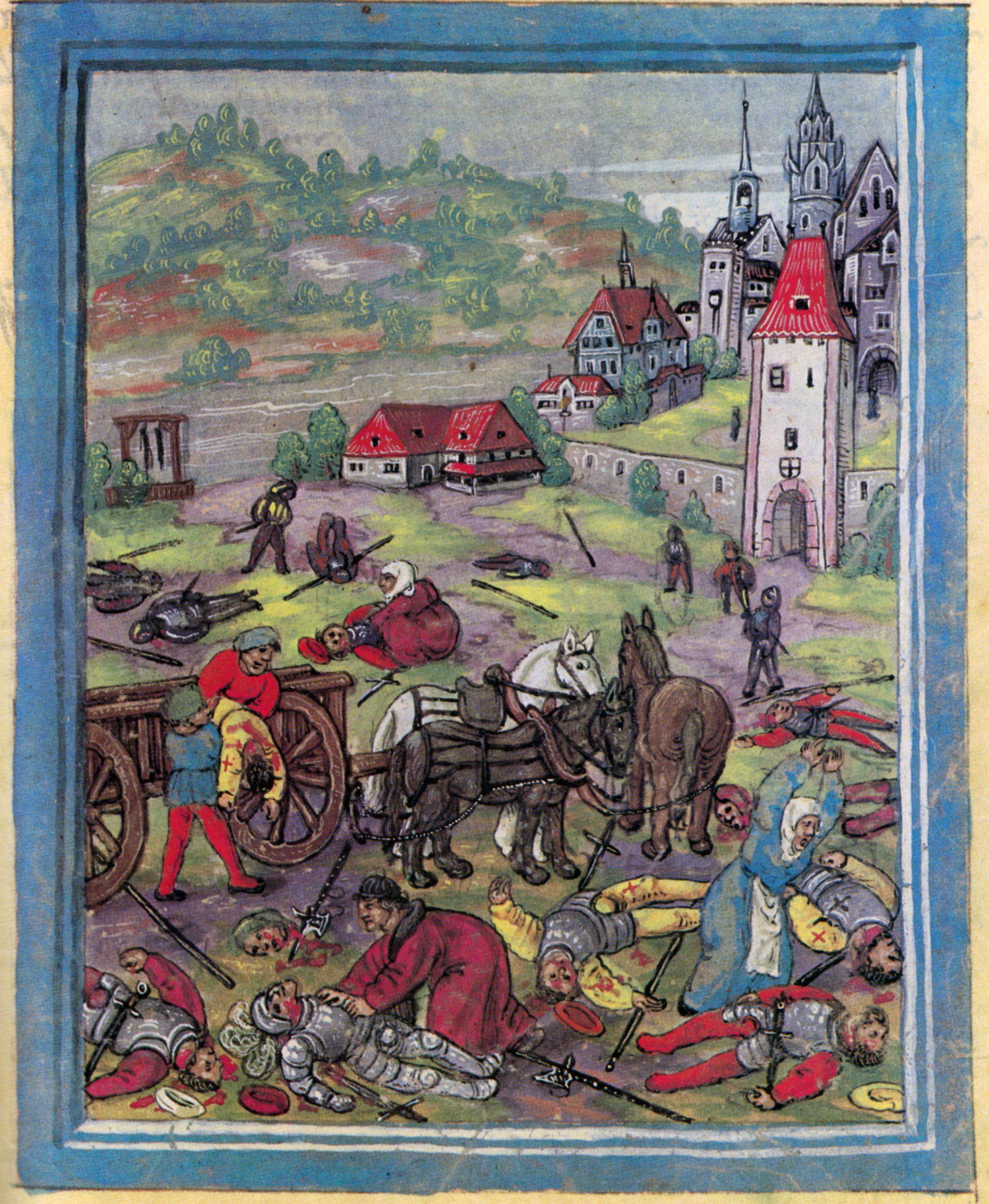
Після битви під Трібольтінгеном (1499). Мініатюра з «Люцернської хроніки» Дібольда Шиллінга Молодшого, 1513 р.

Дібольд Шиллінг Молодший (нім. Diebold Schilling der Jüngere; нар. близько 1460, Гагенау — пом. 3 листопада 1515, 1520 або 1523, Люцерн) — швейцарський хроніст, автор «Люцернського Шиллінга», однієї з найвідоміших швейцарських ілюстрованих хронік.

## Біографія

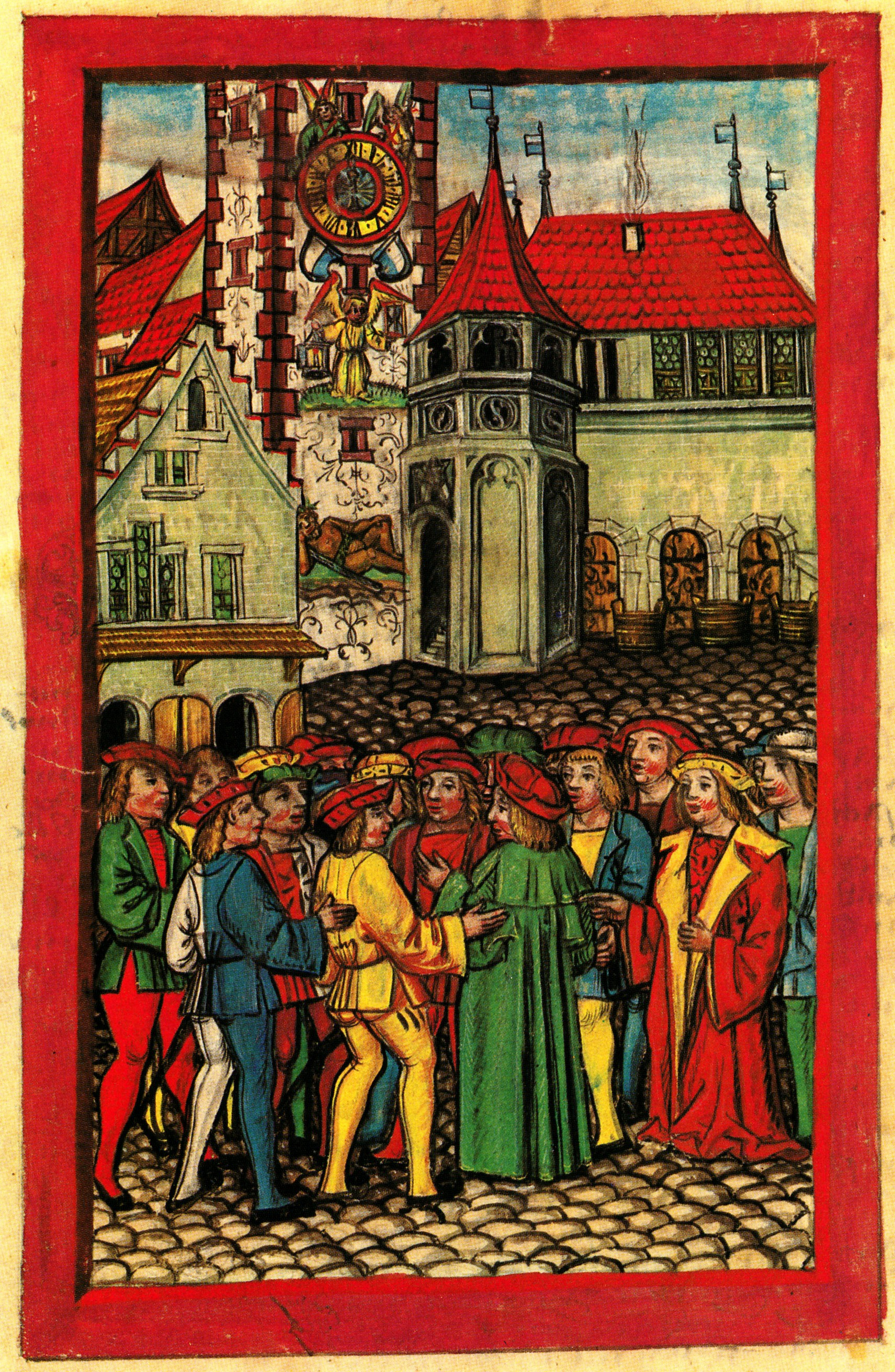
Площа перед ратушею в Люцерні (1508). Міниатюра з «Люцернської хроніки» Дібольда Шиллінга Молодшого, 1513 р.

Народився близько 1460 року в Гагенау (нині Агено) в Ельзасі в родині місцевого бюргера Ганса Шиллінга, який незадовго до того отримав посаду міського писаря в Люцерні. Був небожем відомого швейцарського історика й хроніста Дібольда Шиллінга Старшого з Берна. Вивчав канонічне право спочатку в Базелі, а згодом у Павії.
Мав досить скандальну репутацію, успадкувавши характер від свого батька — найманця й авантюриста, який служив угорському королю Матяшу Гуньяді, але 1488 року повернувся на батьківщину в злиднях. 5 січня 1477 року, будучи ще зовсім юним, брав участь в історичній битві під Нансі проти бургундців.
З 1479 року служив у Люцерні міським, а з 1482 року — королівським і папським нотарем. 1481 року отримав сан священника, а в травні 1483 року — пребенду при каплиці Святого Петра та колегіальній церкві Святого Леодегара. Проте його моральний вигляд і поведінка викликали стільки нарікань, що 1487 року його заарештували й ув'язнили на два роки в башті, звідки він був достроково звільнений під поруку впливових осіб, серед яких був відомий літописець і член міської ради Мельхіор Русс, а також його власний батько.
Близько 1490 року він знову втрапив у неприємну історію, убивши під час п'яної бійки відвідувача місцевої таверни, за що був оштрафований і зобов'язаний щороку правити за своєю жертвою заупокійну месу. У 1494—1497 роках згадується в документах як нотар, що оформлював угоди з торгівлі вином.
1496 року отримав бенефіцію Святої Катерини при каплиці Святого Петра, а 1497-го влаштувався перекладачем до міланського посла Торніеля в Люцерні, ставши активним прихильником й агентом міланського герцога Людовіко Моро. Згодом поступив на службу до імператора Священної Римської імперії Максиміліана I, ставши, таким чином, «слугою двох панів».
Будучи палким противником Франції та критиком її прихильників, зокрема люцернського хроніста Петерманна Еттерліна, Дібольд Шиллінг Молодший відкрито симпатизував імператорові Максиміліану I, який 1507 року особисто запросив його на засідання рейхстагу в Констанці.
Помер 3 листопада 1515 року, за іншими даними — між 1516 і 1523 роками, у Люцерні. Похований був на цвинтарі при церкві Святого Леодегара, повністю знищеній пожежею 1633 року, на місці якої 1638 року було зведено новий собор (могила втрачена). У Люцерні зберігся його будинок за адресою: Санкт-Леодегарштрассе, 13.

## Твори
Є автором ілюстрованої хроніки «Люцернський Шиллінг», або «Люцернська хроніка» (нім. Luzerner Chronik), укладеної у 1509—1513 роках середньоверхньонімецькою мовою, яку він представив міській раді Люцерна 15 січня 1513 року. Охоплюючи період від міфічного заснування 503 року на місці Люцерна монастиря Санкт-Леодегар-ім-Гоф (який насправді виник не раніше VIII століття) до 1509 року та містячи оригінальні відомості починаючи з 1385 року, ця хроніка, вочевидь, так і залишилася незавершеною.
Як історик, Дібольд Шиллінг Молодший зробив помітний внесок у сучасну йому історіографію. Описуючи події XIV—XV століть, він безперечно користувався даними хронік Ебергарда Мюльнера (пом. 1382), Бенедикта Чахтлана (1470) і Мельхіора Русса (1488), «Опису Швейцарської конфедерації» Генріха Гундельфінгена (1479), «Нюрнберзької хроніки» Гартмана Шеделя (1493), римованої «Хроніки Швабської війни» Ніклауса Шрадіна (1500) та «Хроніки Швейцарської конфедерації» Петерманна Еттерліна (1507). Водночас використання ним хроніки власного дядька, Дібольда Шиллінга Старшого (1480-ті роки), є предметом дискусії серед дослідників, а про деякі події кінця XV — початку XVI століть він явно повідомляє як очевидець.
Особливу увагу він приділяє періоду 1474—1513 років, зокрема зовнішній політиці та дипломатії Швейцарської конфедерації, воєнним конфліктам і участі в них найманих швейцарських військ. Разом з тим, досить докладно описує місцеве міське, світське та релігійне життя, будівництво громадських і церковних споруд.
Велику цінність для істориків становлять численні мініатюри до «Люцернської хроніки», яких налічується всього 443. Вони містять докладні зображення політичних подій, державних заходів, воєнних дій, релігійних церемоній, архітектурних споруд, а також одягу, обладунків, озброєння, військової техніки, знамен, гербів, фортифікаційних укріплень Швейцарської конфедеації та суміжних держав (Бургундії, Франції, Священної Римської імперії тощо) XIV — початку XVI століття. У цих ілюстраціях, якими проілюстровано більшість аркушів рукопису, відчутний вплив мистецтва Відродження; серед них трапляються як вміщені в готичні рамки, так і двосторінкові. Автором більшості мініатюр вважається сам Дібольд Шиллінг, близько третини належать люцернському майстру Гансу фон Арксу, а решта створені іншим невідомим художником.
Досить докладно відтворюючи побут сучасної авторові епохи, ці яскраві ілюстрації, однак, не можуть розглядатися як достовірні джерела для реконструкції реалій більш раннього періоду XIV — першої половини XV століття. На початку XVII століття їх використав цюрихський художник Ганс Генріх Вегман, який прикрасив старовинний люцернський міст Капельбрюкке картинами на історичні теми.
Рукопис хроніки, що складається з 342 пергаментних аркушів форматом 39,5 × 28,5 см, датований приблизно 1513 роком, зберігається в Центральній бібліотеці Люцерна (Zentral- und Hochschulbibliothek Luzern, Hs. S. 23), пізніші паперові копії — у книжкових зібраннях Беромюнстера, Цюриха й Ааргау. Саме за рукописом 1513 року опублікував хроніку в Люцерні 1862 року швейцарський історик Франц Йозеф Шиффман. Коментоване наукове видання вийшло 1932 року в Женеві під редакцією Робера Даррера та Пауля Гільберта, а факсимільне видання підготував 1977 та 1981 року в Мюнхені історик-мистецтвознавець, професор Лозаннського університету Альфред А. Шмід.

## Галерея мініатюр

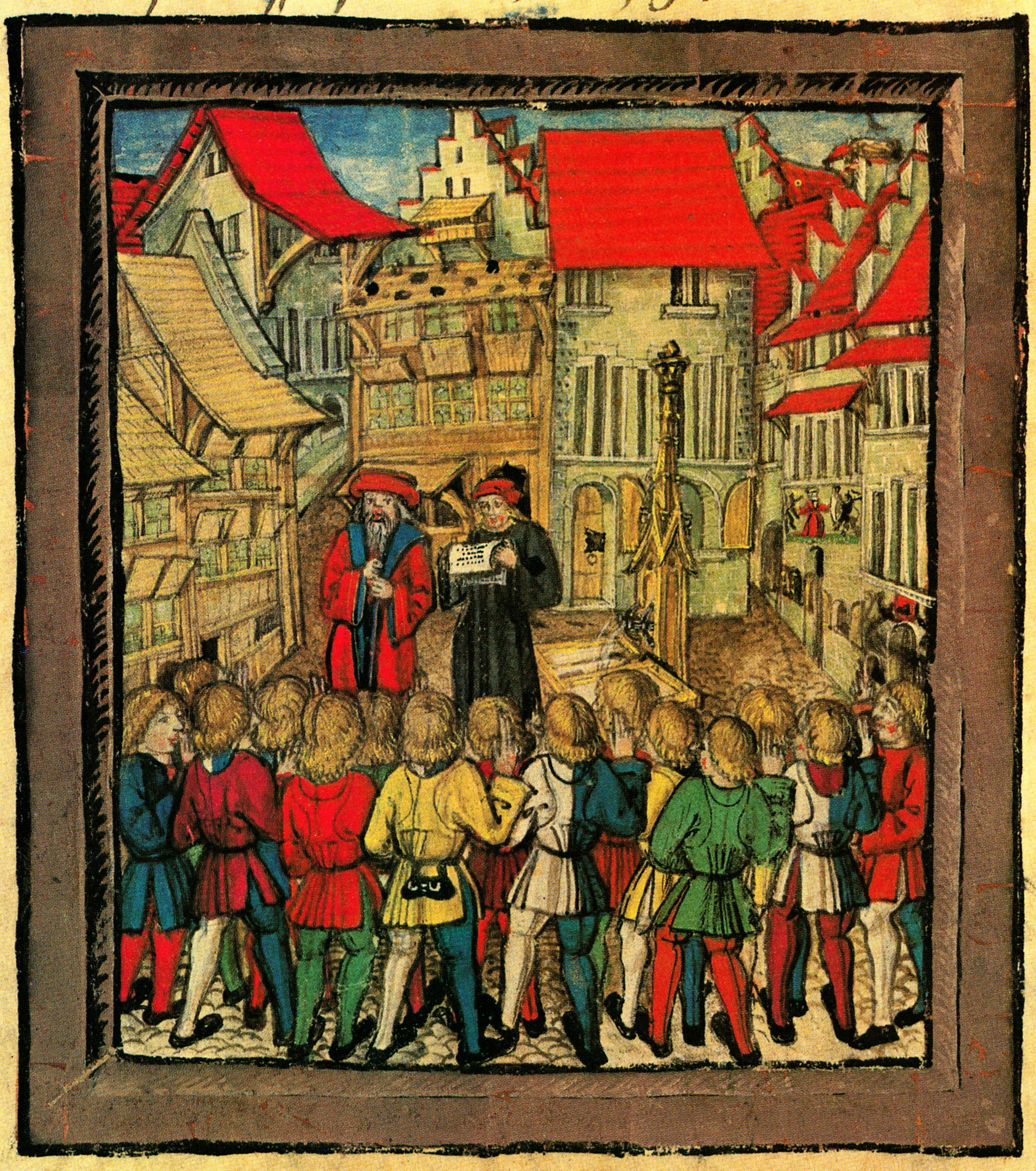
Клятва люцернців про приєднання до Швейцарської конфедерації (1333)
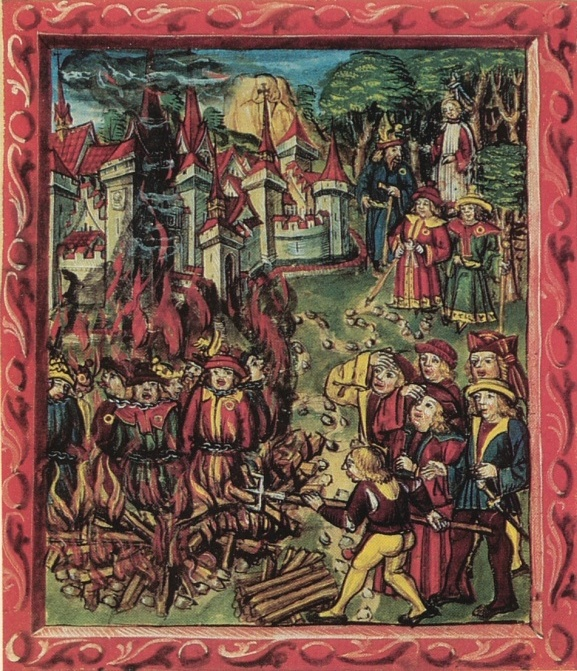
Спалення євреїв в Аугсбургу під час «Чорної смерті» (1348)
Зруйнування військами союзу замку Нойґабсбург у Меггені (1352)
Лицарський турнір у Золінгені (1361)
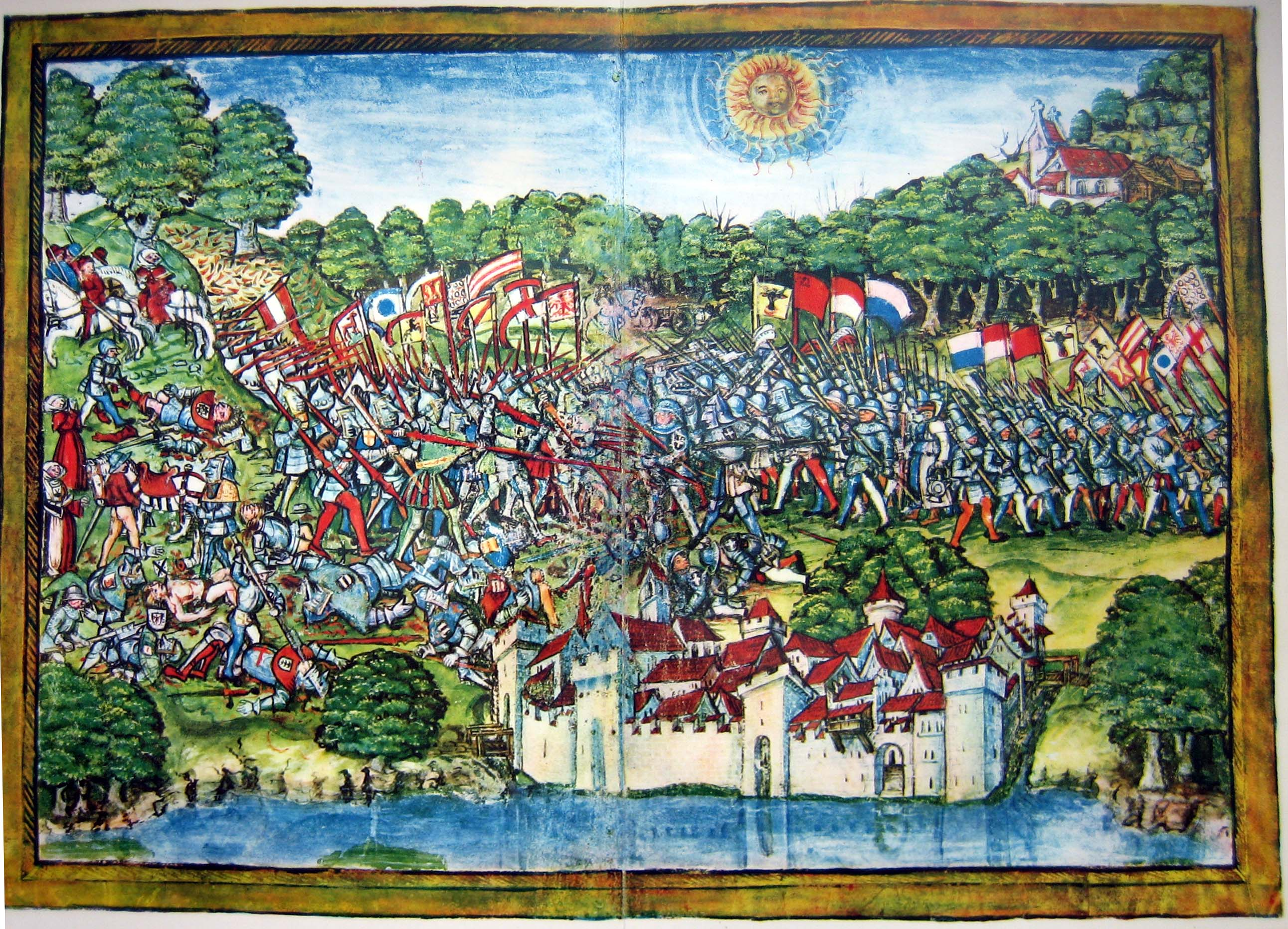
Битва під Земпахом (1386)
Похід найманців з Бремгартена до Віллізау (1387)
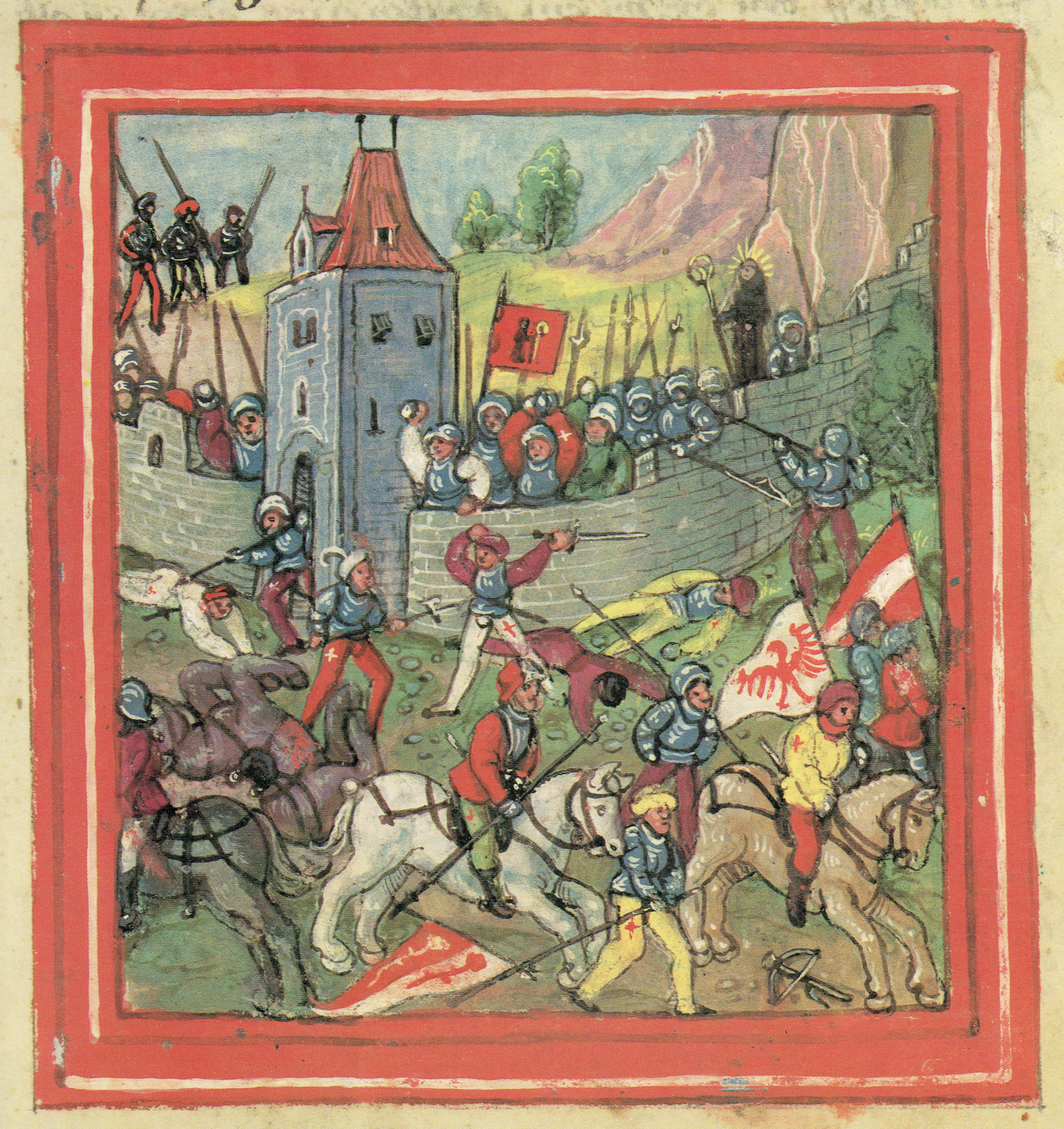
Битва під Нефельсом (1388)
Битва біля стін Гюненберга (1389)
Люцернці, цюрихці та ентлебухці біля стін Бадена (1389)
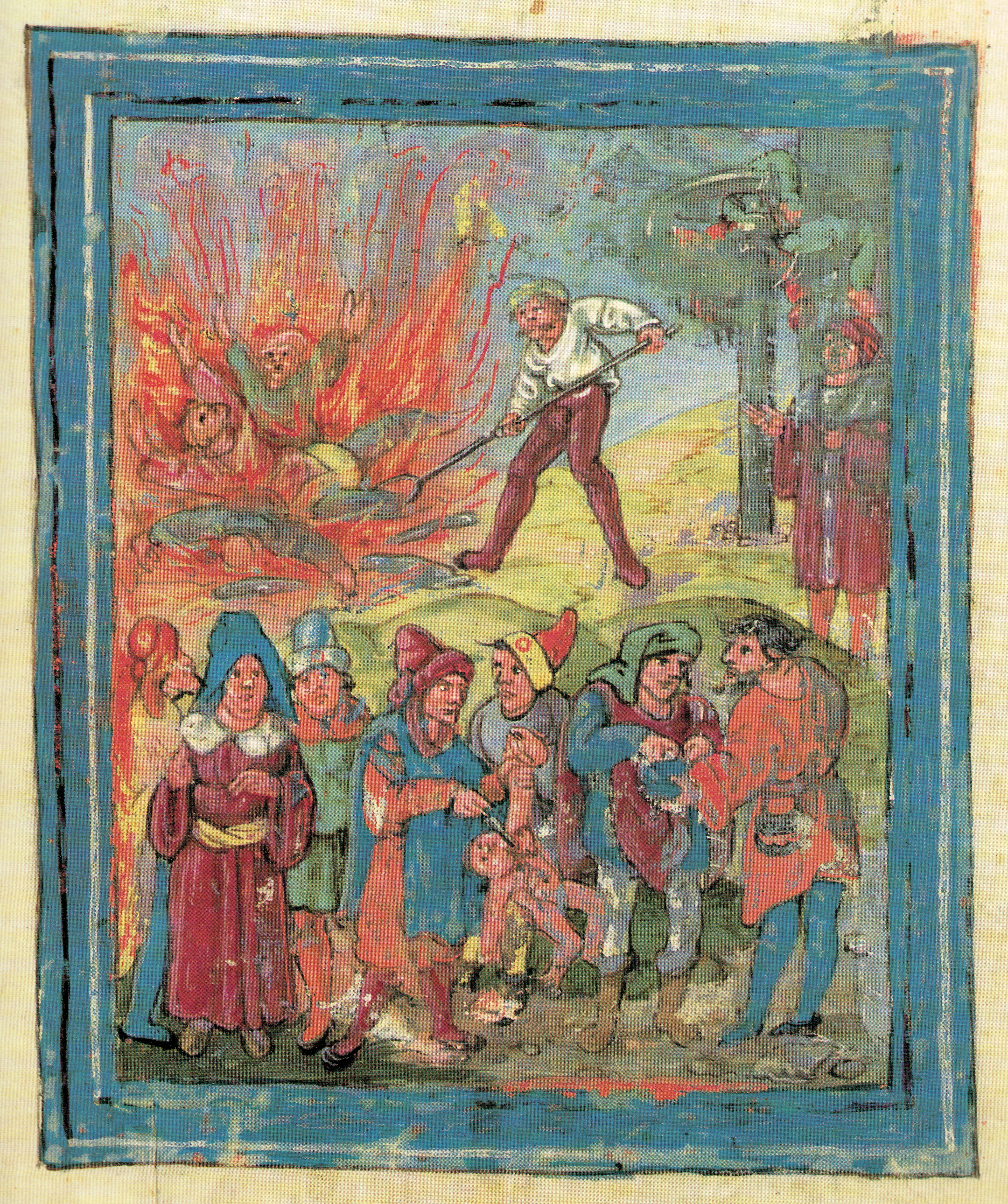
Спалення в Діссенгофені євреїв, звинувачених у ритуальних убивствах дітей (1401)
Будівництво укріплень у Люцерні (1409)
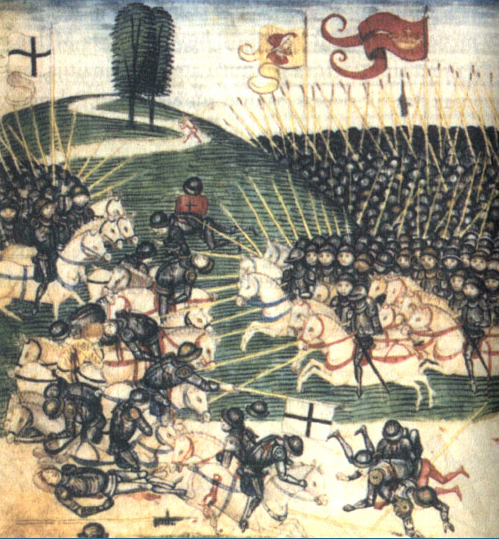
Грюнвальдська битва (1410)
В'їзд короля Сигізмунда з дружиною до Асті (1412)
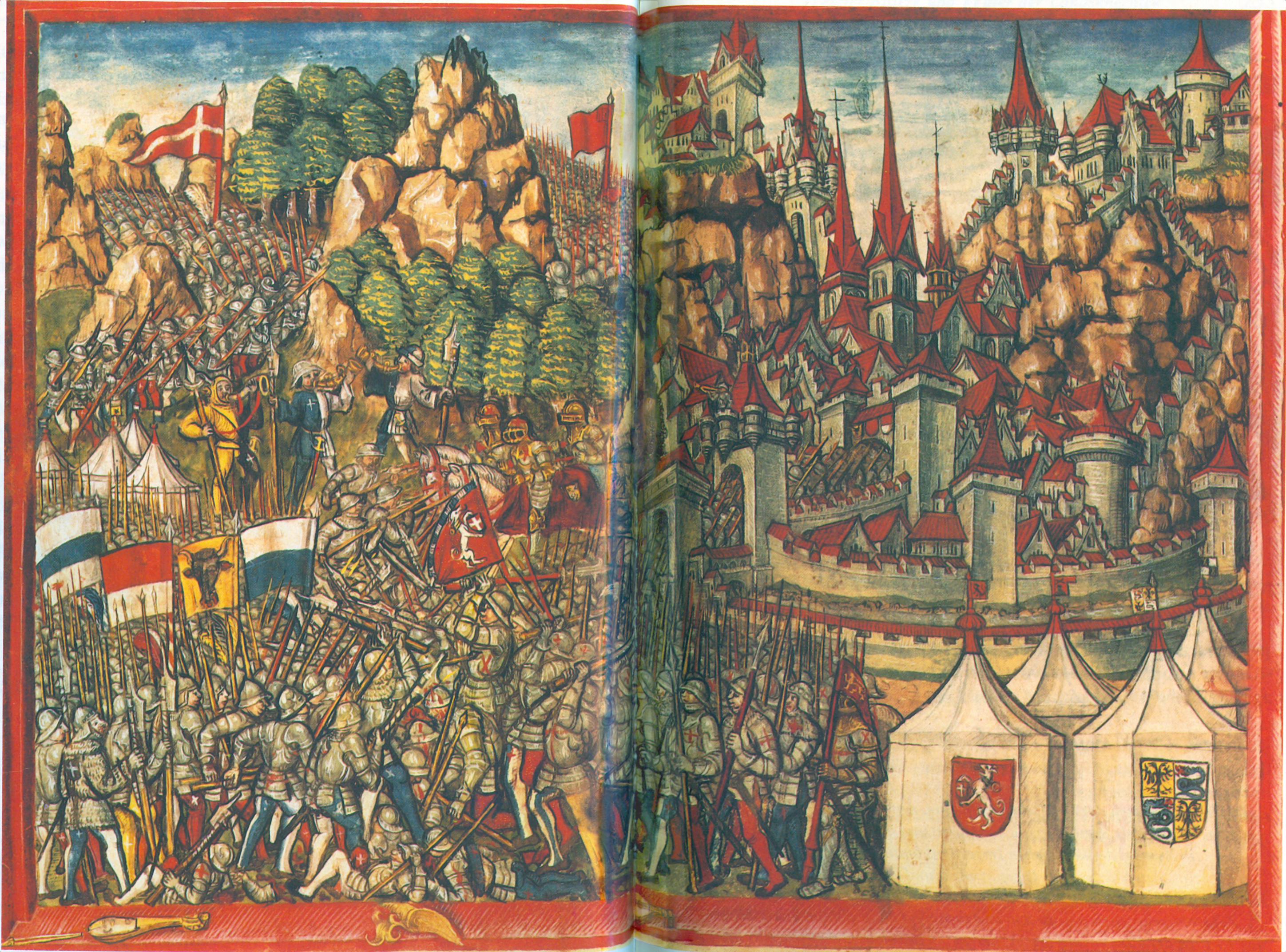
Битва під Арбедо (1422)
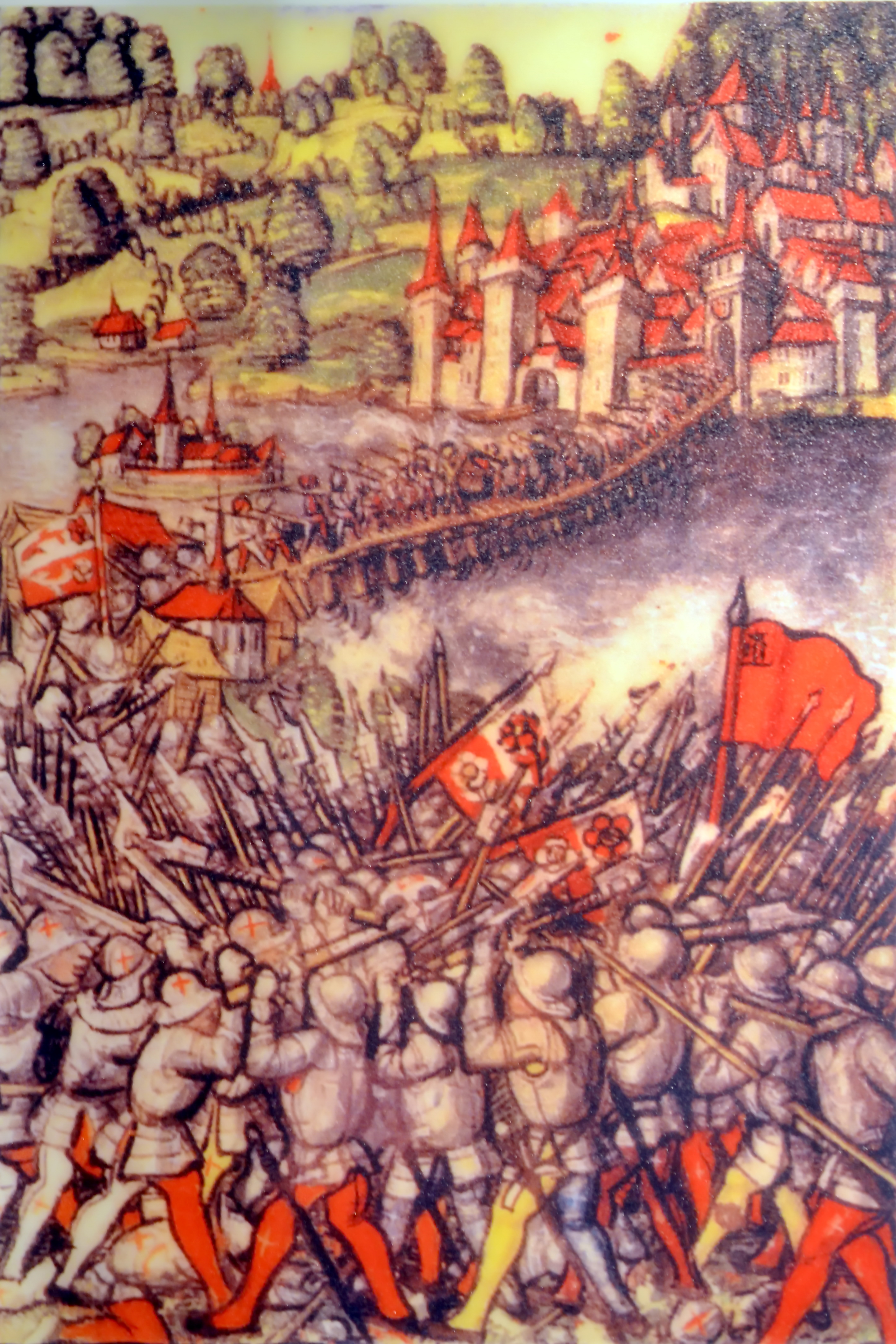
Битва під Фраєнбахом (1443)
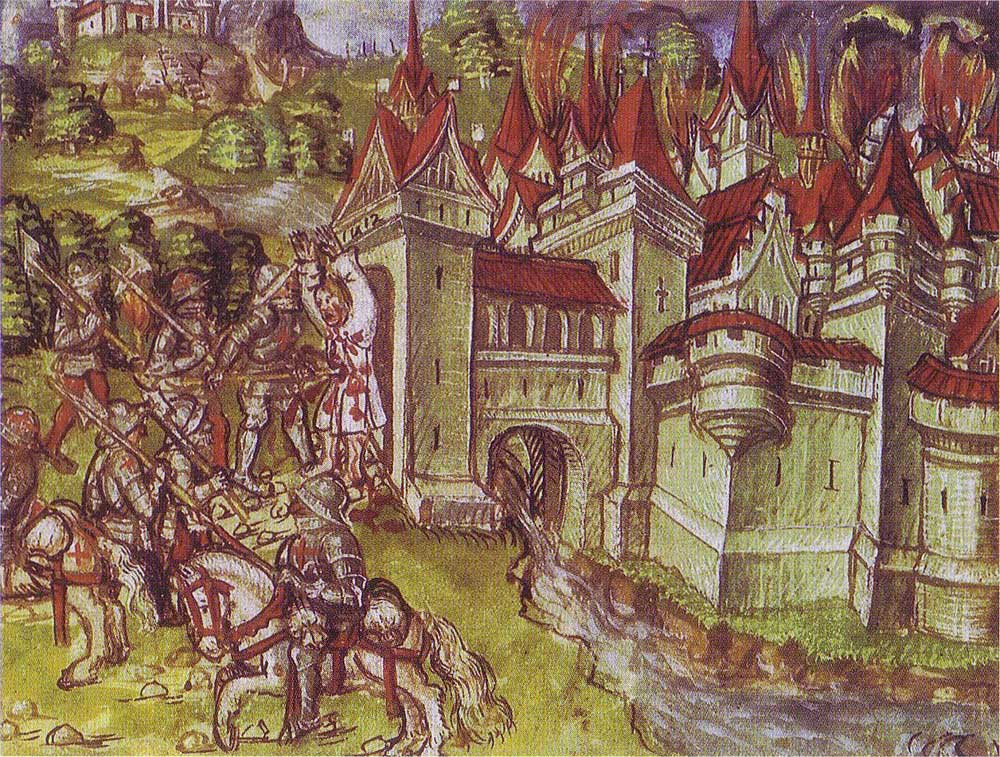
Нічна різанина в Бруггу (1444)
Викрадення гостії Анною Фогтлін в Еттісвілі (1447)
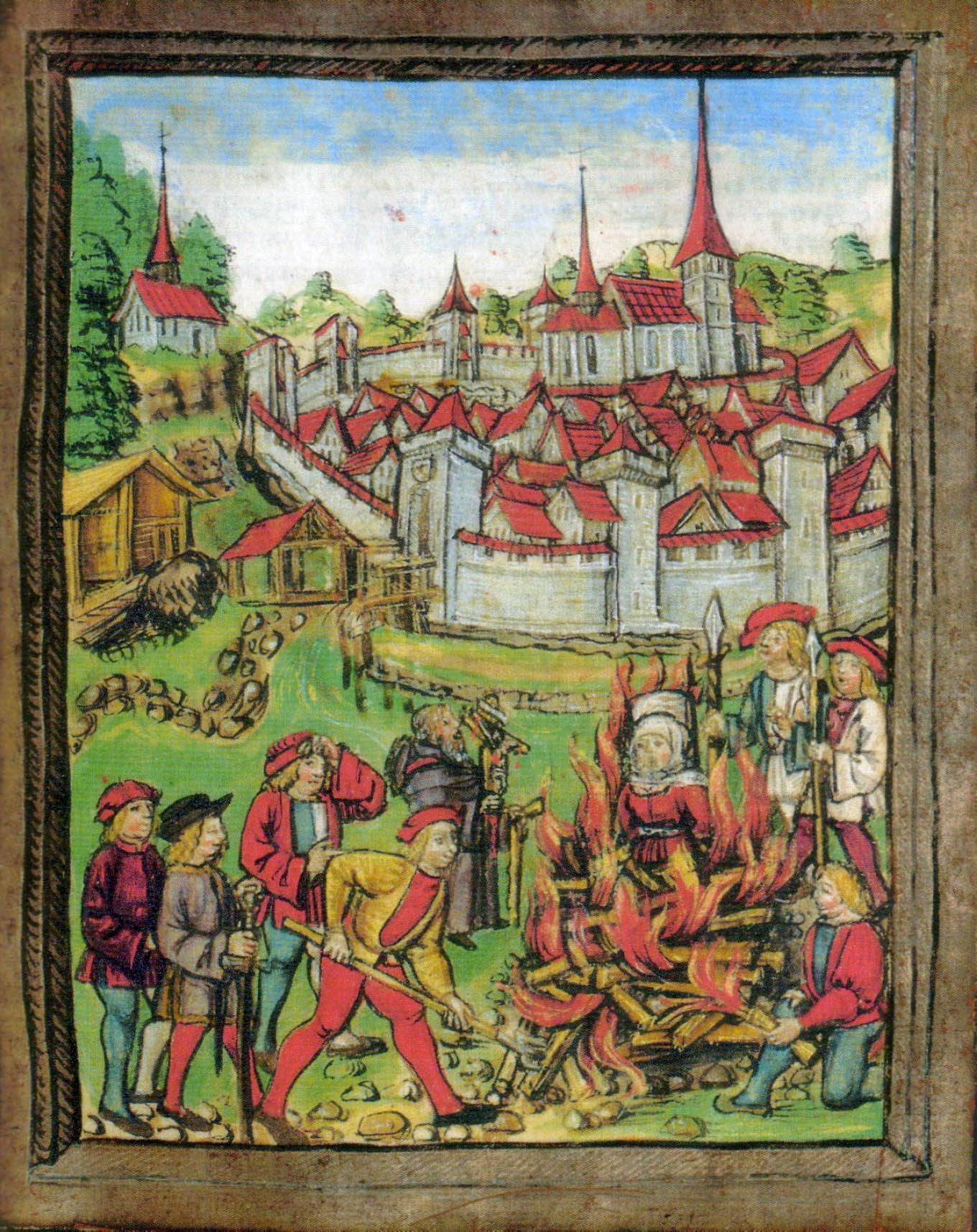
Спалення на вогнищі Анни Фогтлін у Віллізау (1447)
Запрошення на свято стрільців у Констанці (1458)
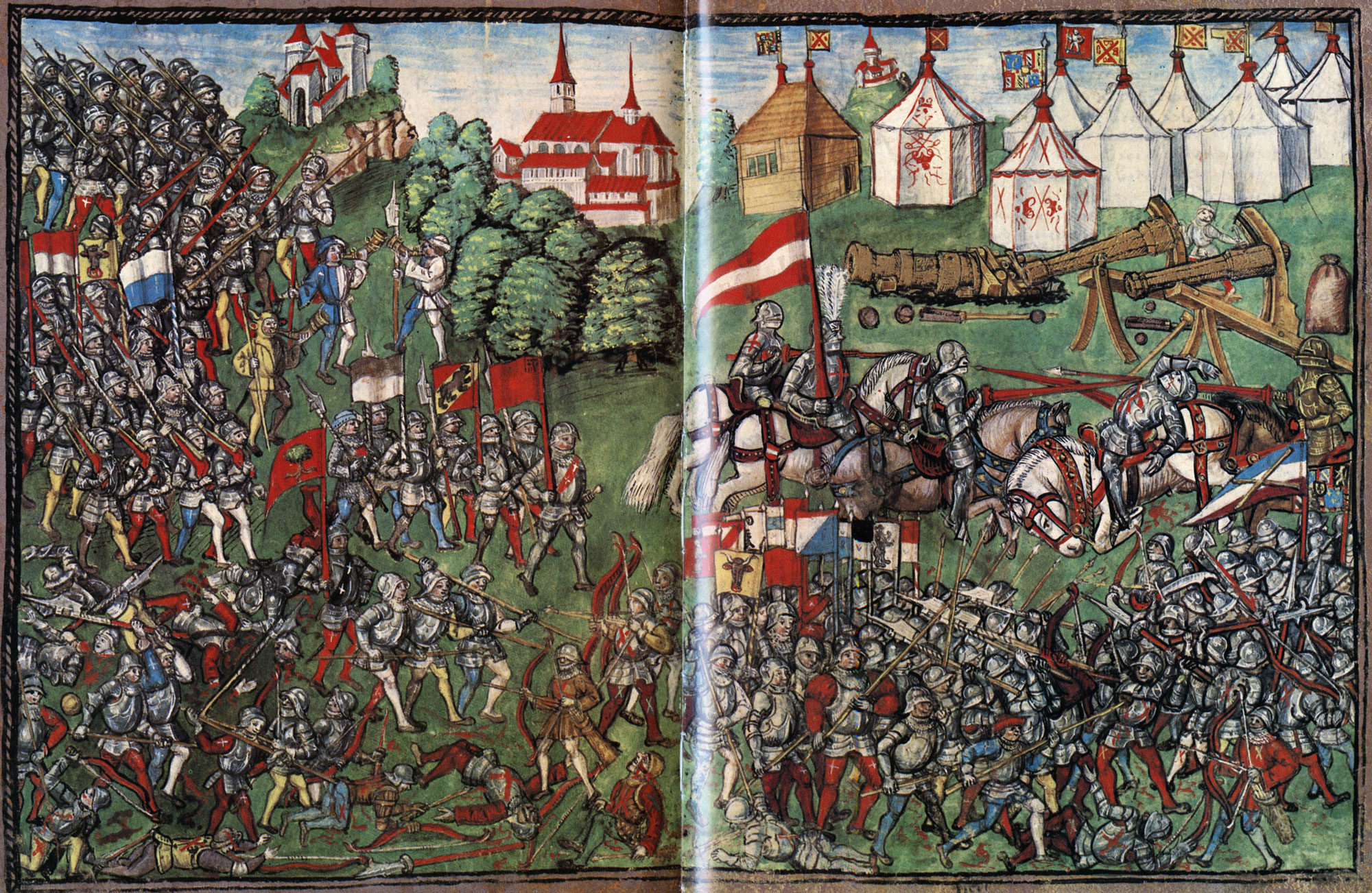
Битва під Грансоном (1476)
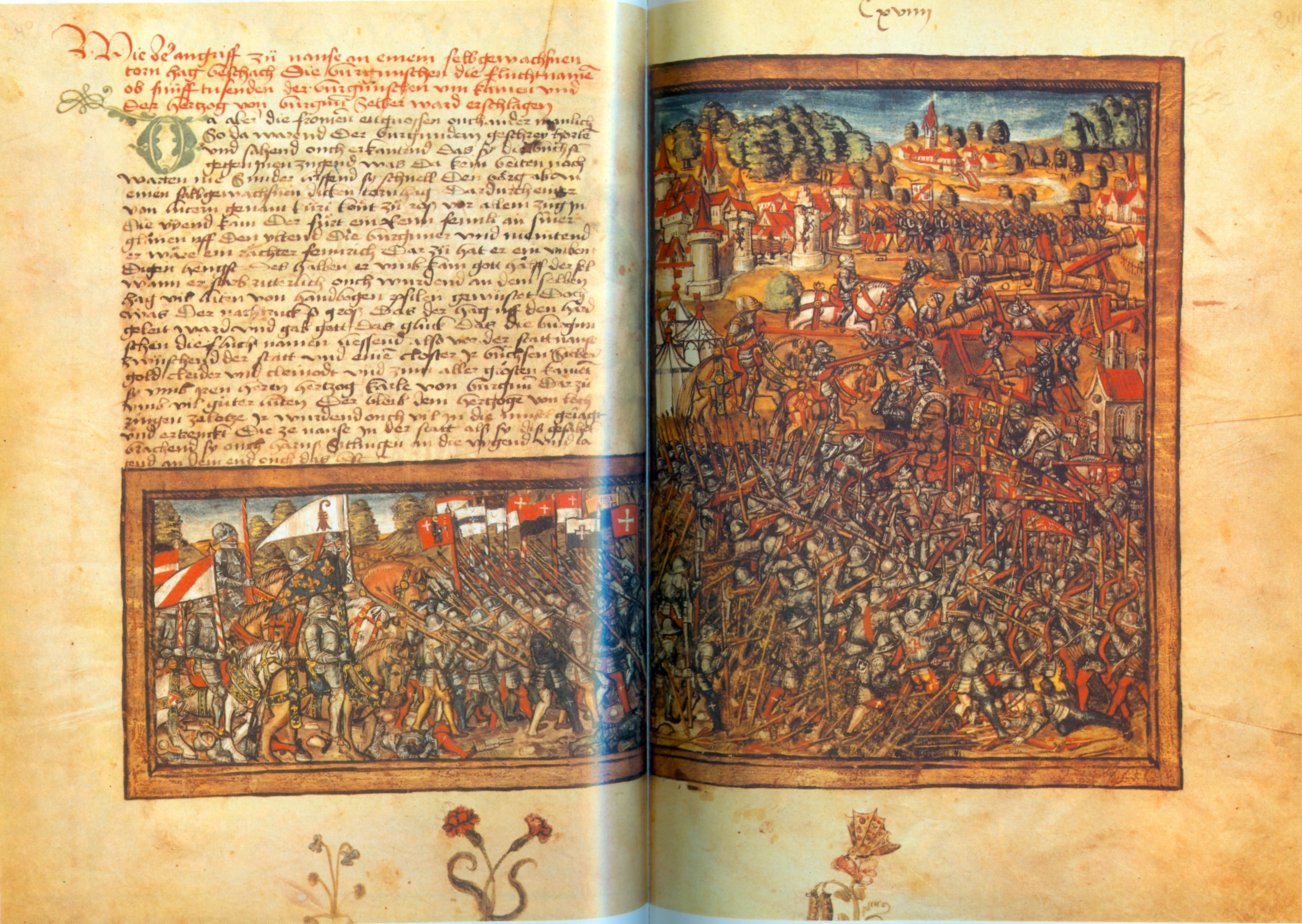
Битва під Нансі (1477)
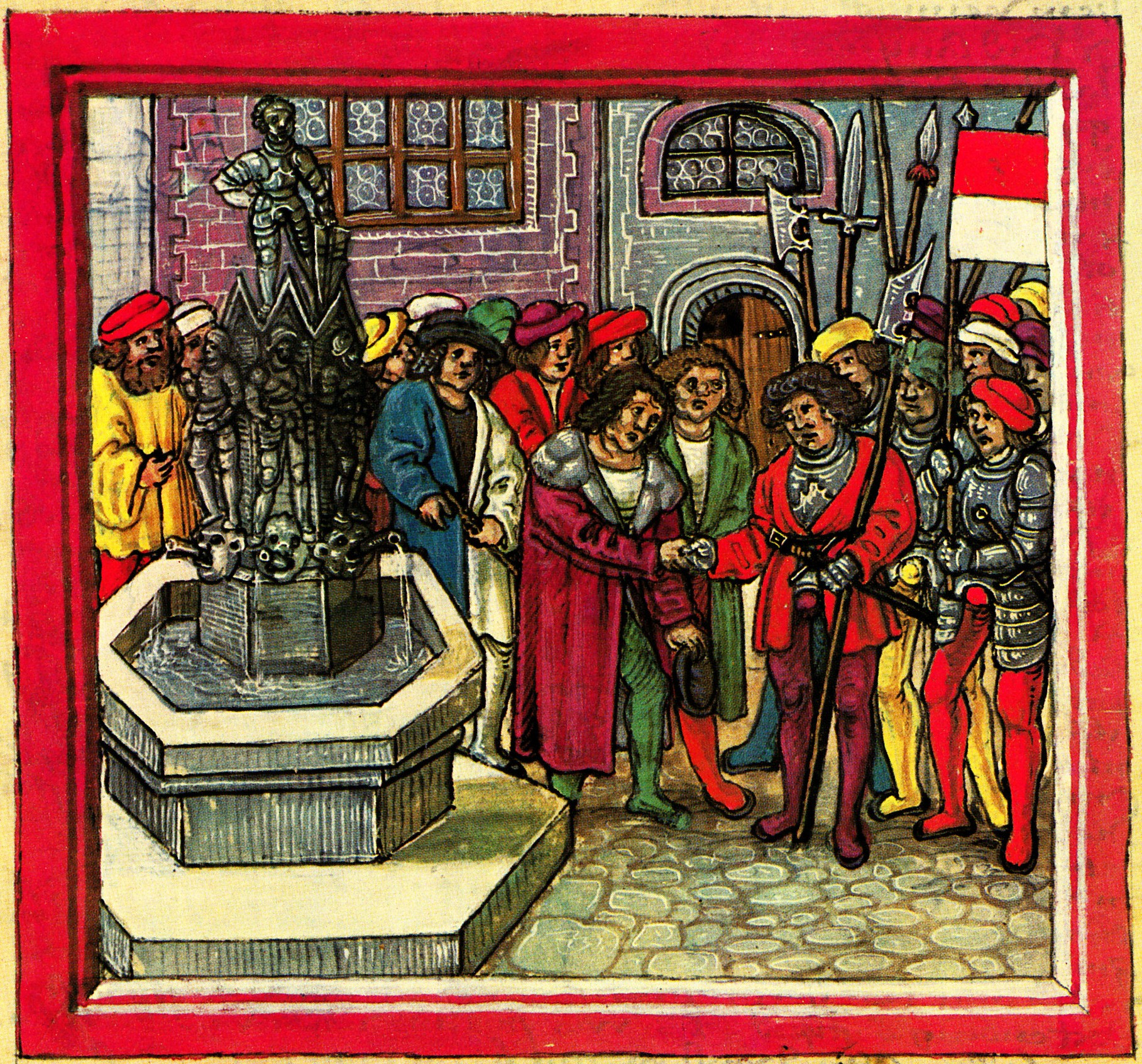
Зустріч військ Унтервальдену на площі Вайнмаркт у Люцерні (1490)
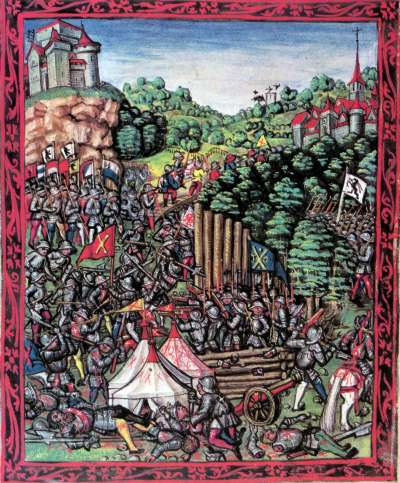
Битва під Фрастанцом (1499)
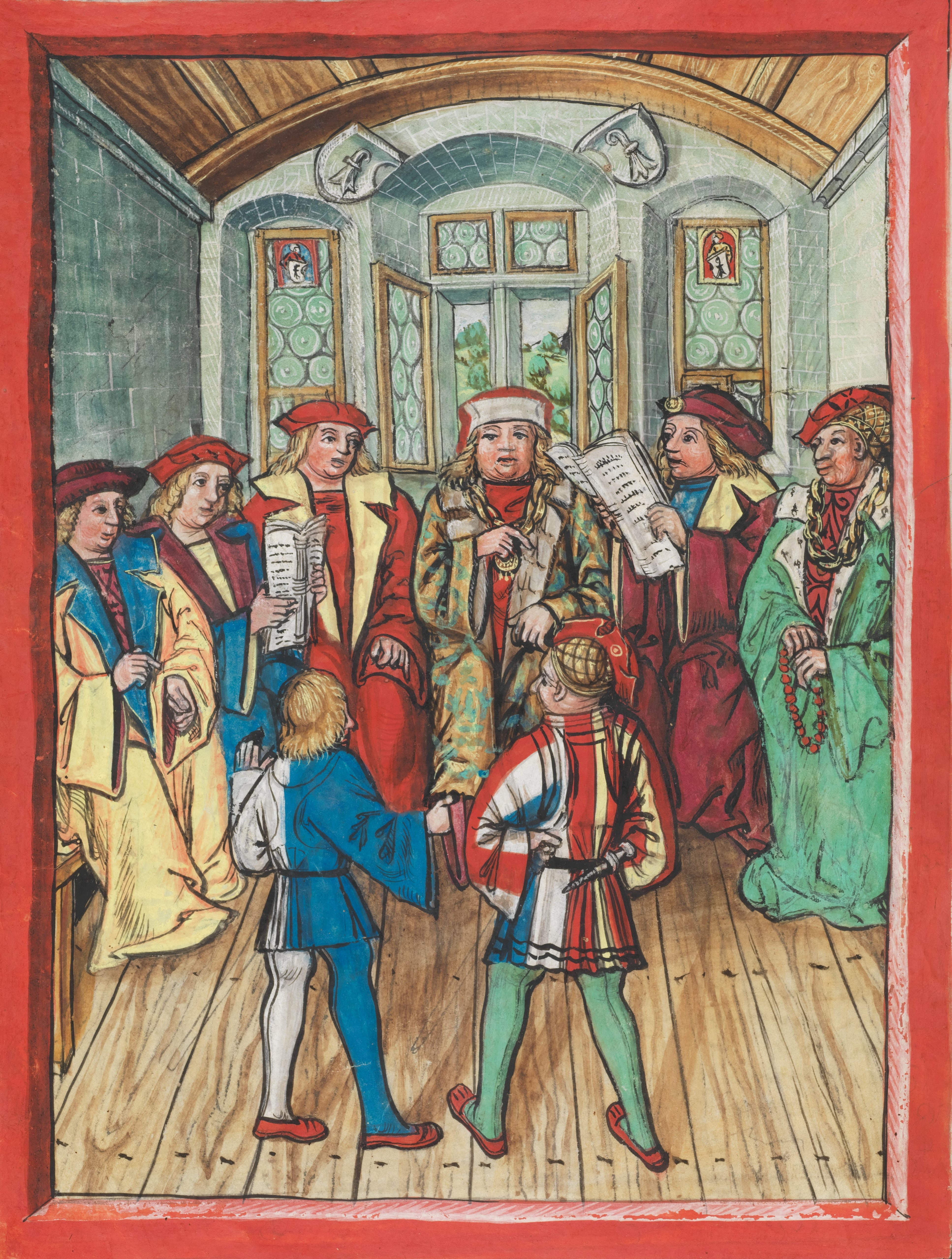
Підписання Базельського мирного договору (1499)
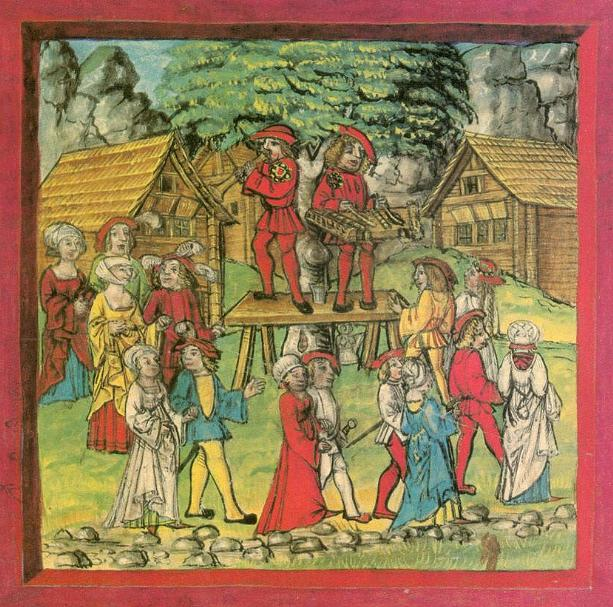
Музиканти, що грають на ріжку та цимбалах (1500)
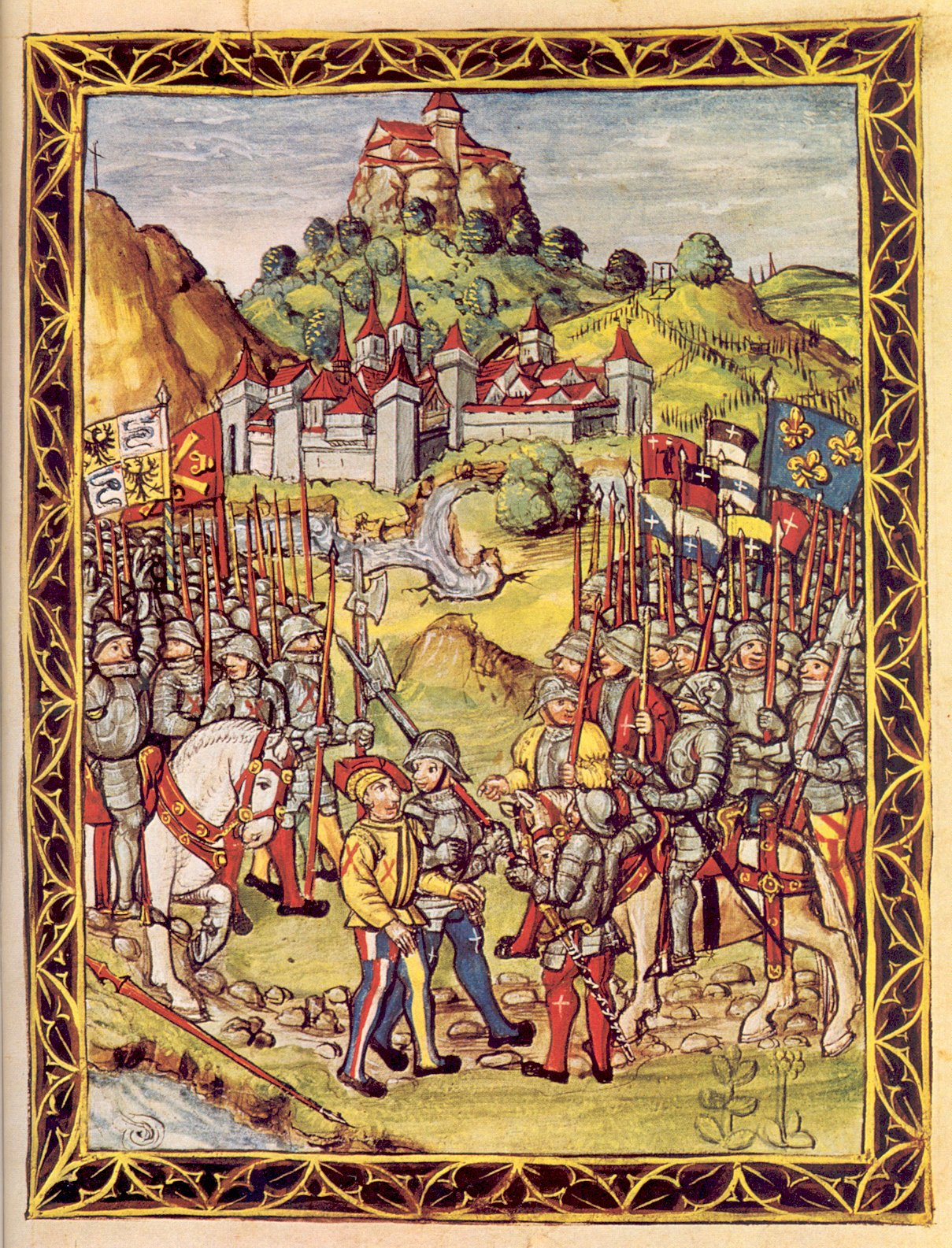
Видача швейцарцями герцога Людовіко Моро французам після битви під Новарою (1500)
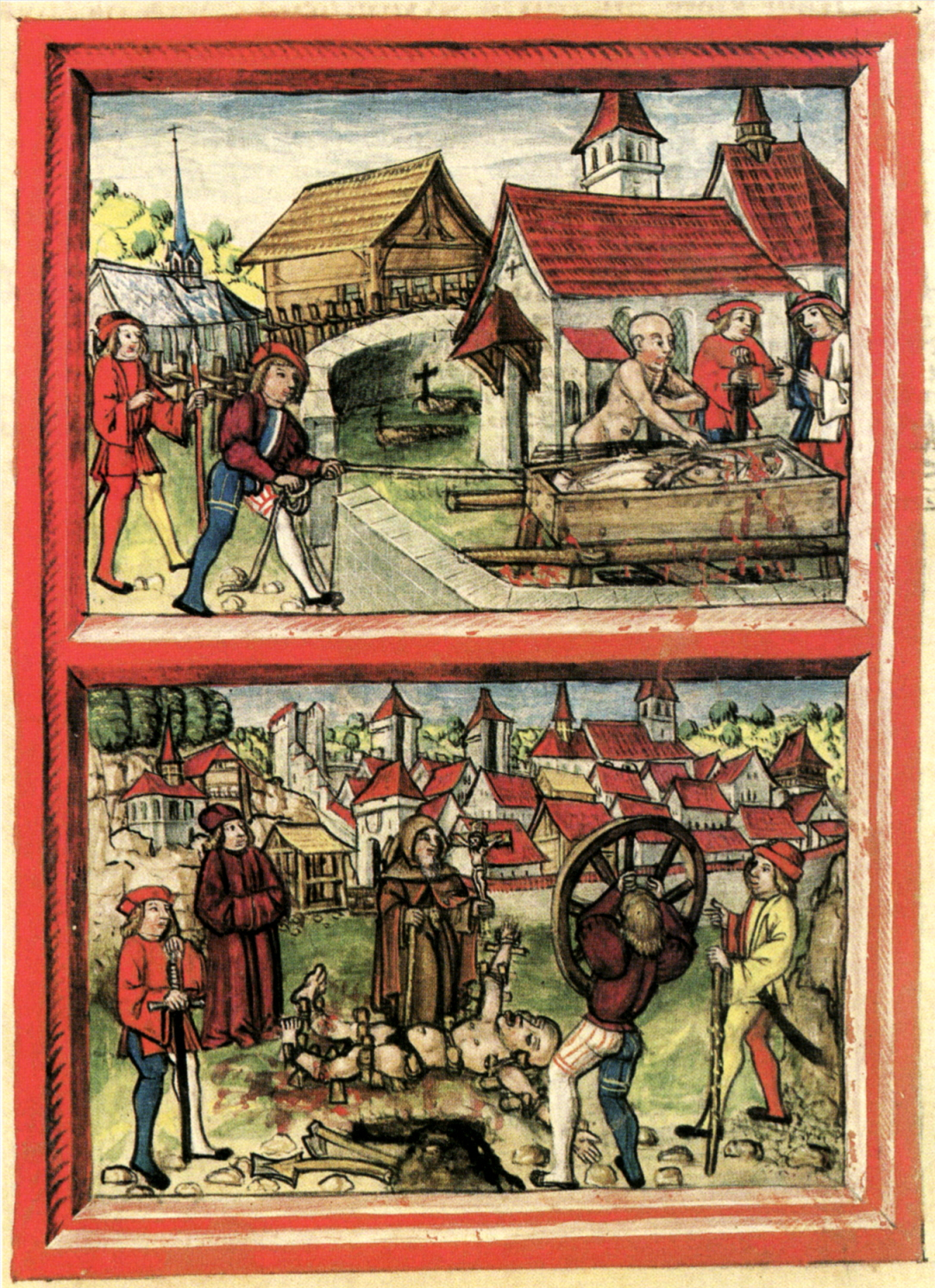
«Божий суд» над жінковбивцею Гансом Шпіссом і страта його в Еттісвілі (1503)
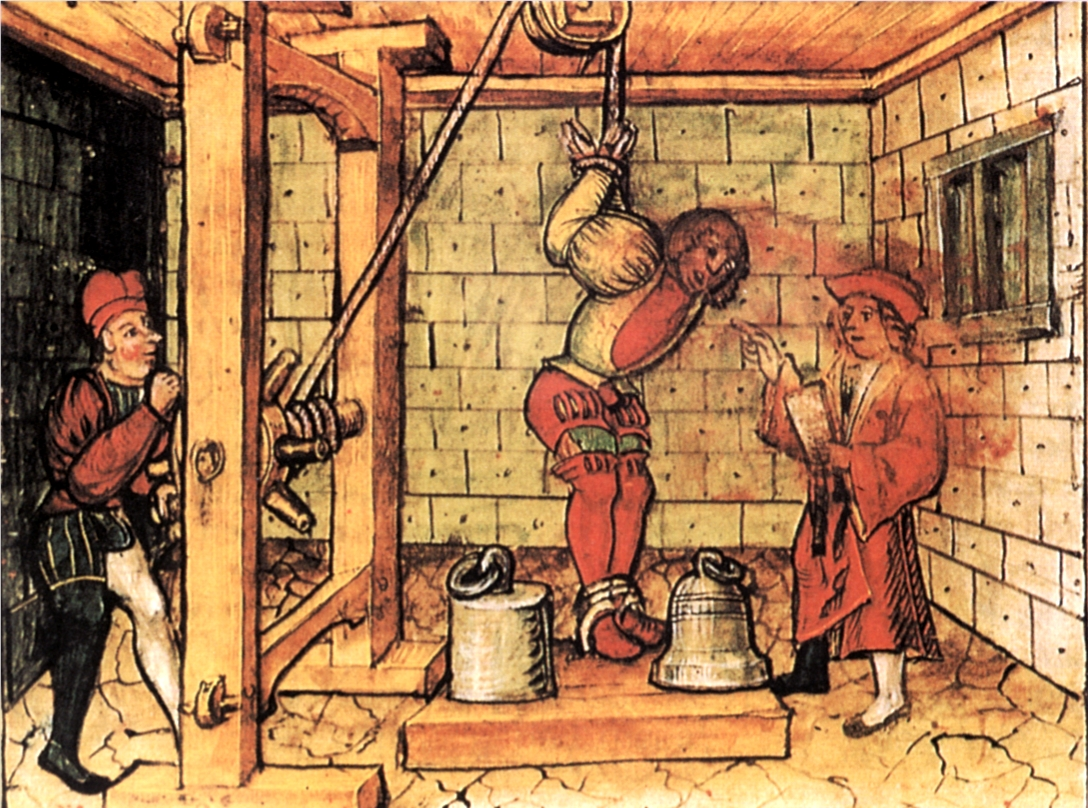
Допит Ганса Шпіса під тортурами (1503)
Ніч убивств у Люцерні (1513)
Будівництво францисканського костелу в Люцерні (1513)

## Видання
- Diebold Schilling’s des Lucerners Schweizer-Chronik, abgedr. nach der Originalhandschrift auf der Bürgerbibliothek der Stadt Lucern. Herausgegeben von Franz Josef Schiffmann. — Lucern, 1862. (нім.)
- Diebold Schilling. Luzerner Bilderchronik 1513: zur VI. Jahrhundertfeier des Eintrittes Luzerns in den Bund der Eidgenossen, herausgegeben von Robert Durrer und Paul Hilber. — Genf: Sadag, 1932. (нім.)
- Die Schweizer Bilderchronik d. Luzerner Diebold Schilling. 1513, herausgegeben von Alfred A. Schmid. — Munich, 1977 (факсим.); Munich, 1981 (факсим. з ком.).(нім.)